# Добровільна відмова при незакінченому злочині
Добровільна відмова при незакінченому злочині — припинення особою готування до злочину або припинення дій (бездіяльності), безпосередньо спрямованих на вчинення злочину, якщо особа усвідомлювала можливість доведення злочину до кінця. Особа не підлягає кримінальній відповідальності за злочин, якщо вона добровільно і остаточно відмовилася від доведення цього злочину до кінця.
Об'єктивною ознакою добровільної відмови є невчинення особою задуманого їм суспільно небезпечного діяння при наявності у нього можливості такого здійснення.
Добровільна відмова є підставою для звільнення особи за попередню злочинну діяльність (готування до злочину та замаху на вчинення злочину).

## Суб'єктивні ознаки добровільної відмови
- особа повинна відмовитися від здійснення задуманих дій по своїй волі, а не внаслідок примусу або непереборної сили;
- усвідомлення можливості довести злочин до кінця. Якщо особа усвідомлює, що внаслідок зміни обстановки його план, швидше за все, буде провальним, відмова не може бути визнана добровільною. Значення при цьому має не об'єктивна можливість реалізації задуму, а суб'єктивне уявлення винного про її можливість;
- добровільна відмова повинна бути остаточною і безумовною: у особи не має бути наміру повернутися до скоєння злочинного діяння після деякого часу або по настанні певних умов.